# Natalija Sabila

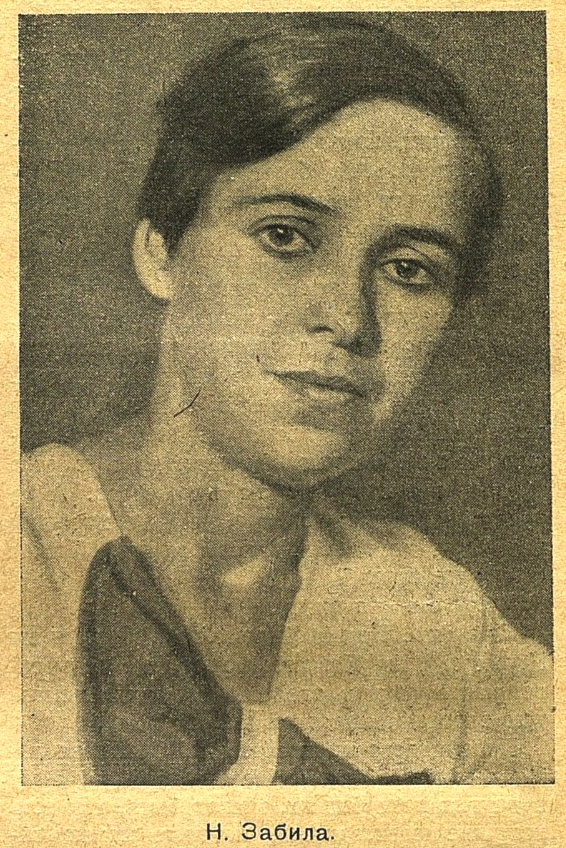
Natalija Sabila (1936)

Natalija Lwiwna Sabila (ukrainisch Наталія Львівна Забіла; * 5. März 1903 in Sankt Petersburg, Russisches Kaiserreich; † 6. Februar 1985 in Kiew, Ukrainische Sozialistische Sowjetrepublik) war eine ukrainisch-sowjetische Autorin und Übersetzerin.

## Biografie
Sie war ukrainischer Abstammung. Wiktor Sabila war einer ihrer Vorfahren. Mit vier Jahren lernte sie Lesen und Schreiben, indem sie zuhörte, wie ihre Mutter es ihrer älteren Schwester beibrachte. Sie interessierte sich für Taras Schewtschenkos Poesie und versuchte selbst Gedichte, Märchen und Geschichten zu schreiben. Bis 1917 besuchte sie ein Gymnasium in Sankt Petersburg. Ihre Familie zog wegen der Februarrevolution 1917 nach Ljubotyn um. Sie absolvierte einen Schnellkurs an einem Gymnasium und arbeitete als Lehrerin in Ljubotyn und Charkiw. 1925 schloss sie ihr Studium an der historischen Abteilung des Charkiwer Instituts für öffentliche Bildung (Heutige Nationale W.-N.-Karasin-Universität Charkiw) ab. Sie veröffentlichte Kindergedichtsammlungen und Lesebücher für Schulkinder in der zweiten und dritten Klasse. Seit 1934 war sie Mitglied des Schriftstellerverbands der Ukraine (SPU). 1940 trat sie der KPdSU bei.
Während des Großen Vaterländischen Kriegs lebte sie in der Kasachischen SSR. Sie leitete von 1944 bis 1947 den Charkiwer Zweig des SPU und gab bis 1947 die Zeitschrift Barwinok heraus. 1951 zog sie nach Kiew um. Mehrere Jahre lang war sie Leiterin der Kommission für Kinderliteratur des SPU und Mitglied der Redaktion von Kinderzeitschriften. Außerdem sprach sie auf Schriftstellerkongressen und Treffen zum Thema Kinderliteratur als Literaturkritikerin. Eine Märchensammlung von Sabila wurde 1952 im Buch Pid dubom selenym (Unter der grünen Eiche) veröffentlicht. Sabila übersetzte Werke von Alexander Puschkin, Nikolai Nekrassow, Sergei Michalkow, Agnija Barto, Samuil Marschak und Kornei Tschukowski ins Ukrainische. Sie übersetzte aus dem Französischen, Polnischen und anderen Sprachen. Ihr wurde der Orden der Oktoberrevolution verliehen.
Sabila starb 1985 in Kiew, wo sich auch ihr Grab befindet.